# Berlyn
Berlyn és un mural pintat el 1990 per l'il·lustrador alemany Gerhard Lahr (Reichenberg, Vogtland, 1938- Berlín, 2012) a l'East Side Gallery, una galeria d'art a l'aire lliure situada sobre les restes del Mur de Berlín.
Després de la caiguda del Mur de Berlín l'any 1990, la porció més gran de mur que no havia estat derruïda (d'uns 1,3 km de longitud) es va convertir el 1990 en l'East Side Gallery, la galeria a l'aire lliure més gran del món. El 1992 es va convertir en un monument històric.
L'any 2009, es va demanar als 106 artistes de 22 països diferents autors dels murals de la galeria que els tornessin a pintar, ja que amb l'erosió i el vandalisme s'havien desgastat. Lahr va ser el primer a fer-ho i va recordar l'emoció de quan van pintar el mur per primer cop, el 1990, on guàrdies fronterers armats havien patrullat pocs mesos abans. Només el fet que ens deixessin ser allà, va ser increïble va dir, quan va començar a repintar el mur, sota un cel sense núvols.